# Resh
Resh (nep. रेश) – gaun wikas samiti w zachodniej części Nepalu w strefie Dhawalagiri w dystrykcie Baglung. Według nepalskiego spisu powszechnego z 2011 roku liczył on 1156 gospodarstw domowych i 4713 mieszkańców (2730 kobiet i 1983 mężczyzn).